# Epibole
Epibole byl právní termín označující nucený převod opuštěné či neobdělávané půdy na příbuzné předchozího majitele, případně na jeho sousedy ve vesnici či fiskální jednotce. Kromě půdy se spolu s ní převáděly také veškeré závazky vůči státu, tedy především placení daní z půdy. Toto opatření se objevuje především v zemědělských zákonech v 10. století; nedá se ovšem vyloučit, že k jeho uplatňování docházelo i v dřívějších dobách. V průběhu 11. a 12. století v souvislosti s růstem velkostatků postupně mizí.